# 44 (број)
44 је број, нумерал и име глифа који предтсавља тај број. 44 је природан број који се јавља после броја 43, а претходи броју 45.

## У науци
- Је атомски број рутенијума

## У спорту
- Је био број на дресу Џерија Веста док је играо за Лејкерсе
- Је био број на дресу Немање Бјелице док је играо за Црвену звезду

## Остало
- Је међународни позивни број за Уједињено Краљевство[1]
- Барак Обама је 44. председник САД